# Highlands and Islands (circonscription du Parlement européen)
La circonscription d'Highlands and Islands est une ancienne circonscription électorale britannique utilisée tous les cinq ans dans le cadre des élections européennes pour désigner, par une élection au suffrage universel direct, un eurodéputé.

## Liste des députés européens
| Élection | Député       | Parti | Parti |
| -------- | ------------ | ----- | ----- |
| 1979     | Winnie Ewing |       | SNP   |
| 1984     | Winnie Ewing |       | SNP   |
| 1989     | Winnie Ewing |       | SNP   |
| 1994     | Winnie Ewing |       | SNP   |

## Résultats électoraux

### 1979
| Candidats                      | Candidats                      | Partis                         | Voix    | %    | +/− |
| ------------------------------ | ------------------------------ | ------------------------------ | ------- | ---- | --- |
|                                | Winnie Ewing                   | Parti national écossais        | 39 991  | 34,0 |     |
|                                | D.R. Johnston                  | Parti libéral                  | 36 109  | 30,7 |     |
|                                | M. Joughin                     | Parti conservateur             | 30 776  | 26,1 |     |
|                                | J.G. Watson                    | Parti travailliste             | 10 846  | 9,2  |     |
| Total (Participation : 39,4 %) | Total (Participation : 39,4 %) | Total (Participation : 39,4 %) | 117 722 | 100  |     |

### 1984
| Candidats                      | Candidats                      | Partis                         | Voix    | %    | +/−  |
| ------------------------------ | ------------------------------ | ------------------------------ | ------- | ---- | ---- |
|                                | Winnie Ewing                   | Parti national écossais        | 49 410  | 41,8 | 7,8  |
|                                | D.R. Johnston                  | Parti libéral                  | 33 133  | 28,1 | 2,6  |
|                                | D. Webster                     | Parti conservateur             | 18 847  | 16,0 | 10,1 |
|                                | J.M.M. MacArthur               | Parti travailliste             | 16 644  | 14,1 | 4,9  |
| Total (Participation : 38,4 %) | Total (Participation : 38,4 %) | Total (Participation : 38,4 %) | 118 034 | 100  |      |

### 1989
| Candidats                      | Candidats                      | Partis                         | Voix    | %    | +/−  |
| ------------------------------ | ------------------------------ | ------------------------------ | ------- | ---- | ---- |
|                                | Winnie Ewing                   | Parti national écossais        | 66 297  | 51,5 | 9,7  |
|                                | A. McQuarrie                   | Parti conservateur             | 21 602  | 16,8 | 0,8  |
|                                | N.L. MacAskill                 | Parti travailliste             | 17 848  | 13,9 | 0,2  |
|                                | M.A.O. Gregson                 | Parti vert                     | 12 199  | 9,5  |      |
|                                | N. Mitchison                   | Libéraux-démocrates            | 10 644  | 8,3  | 19,8 |
| Total (Participation : 41,0 %) | Total (Participation : 41,0 %) | Total (Participation : 41,0 %) | 128 590 | 100  |      |

### 1994
| Candidats                      | Candidats                      | Partis                         | Voix    | %    | +/− |
| ------------------------------ | ------------------------------ | ------------------------------ | ------- | ---- | --- |
|                                | Winnie Ewing                   | Parti national écossais        | 74 872  | 58,4 | 6,9 |
|                                | M.M. Macmillan                 | Parti travailliste             | 19 956  | 15,6 | 1,7 |
|                                | M.E. Tennant                   | Parti conservateur             | 15 767  | 12,3 | 4,5 |
|                                | H.R. Morrison                  | Libéraux-démocrates            | 12 919  | 10,1 | 1,8 |
|                                | Eleanor Scott                  | Parti vert                     | 3 140   | 2,4  | 7,1 |
|                                | M.B.N. Carr                    | UKIP                           | 1 096   | 0,8  |     |
|                                | M.F. Gilmour                   | Parti de la loi naturelle      | 522     | 0,4  |     |
| Total (Participation : 39,1 %) | Total (Participation : 39,1 %) | Total (Participation : 39,1 %) | 128 272 | 100  |     |